# Euphorbia anachoreta
Euphorbia anachoreta är en törelväxtart som beskrevs av Eric R.Svensson Sventenius. Euphorbia anachoreta ingår i släktet törlar, och familjen törelväxter. Inga underarter finns listade i Catalogue of Life.